# Dorret Boomsma
Dorret Boomsma (18 november 1957, Huizen) is een Nederlandse biologisch psychologe. Ze werd in 1998 hoogleraar biologische psychologie aan de Vrije Universiteit Amsterdam. Boomsma verkreeg landelijke bekendheid door haar onderzoek op het gebied van gedragsgenetica en haar tweelingenonderzoek. Ze is de oprichter van het Nederlands Tweelingen Register.

## Leven en loopbaan
Boomsma volgde het VWO op het Willem de Zwijgercollege te Bussum. In die tijd nam zij ook deel aan de televisiequiz Tweekamp. Daarna studeerde ze psychologie aan de Vrije Universiteit Amsterdam waar ze in 1979 afstudeerde. In 1983 behaalde ze haar Master of Science in de psychofysiologie aan dezelfde universiteit. Tegelijkertijd volgde ze aan de Universiteit van Colorado een studie behavior genetics. In 1992 promoveerde ze op het onderwerp kwantitatieve genetica aan de Vrije Universiteit van Amsterdam.
Ze werkte van 1984 tot 1985 bij de afdeling tandheelkunde aan de Vrije Universiteit Amsterdam. Van 1985 tot 1990 was ze onderzoeksassistent op het gebied van genetisch bepaalde risicofactoren op het gebied van hart- en vaatziekten. Daarna werkte ze als universitair docent bij de afdeling psychonomie. In 1998 is ze aangesteld als hoogleraar biologische psychologie.

## Onderzoek
Boomsma doet onderzoek op het gebied van tweelingen en genetica. Haar onderzoek richt zich op de genetische bijdrage aan ontwikkeling, cognitie, mentale en fysieke gezondheid onder andere op basis van klassiek tweelingendesign en gemeten DNA varianten. Tevens vergelijkt ze de verschillen tussen eeneiige tweelingen, o.a. in het onderzoek naar causaliteit.
Een van haar recente onderzoeken zijn de studies naar de oorzaken van het krijgen van tweelingen. In haar onderzoek heeft Boomsma een databank opgebouwd met gegevens (waaronder ook DNA en andere omics informatie) van meer dan vijfenzeventigduizend tweelingen. Internationaal is dit een van de belangrijkste databanken op het gebied van tweelingen, met name ook omdat naast tweelingen zelf ook hun familieleden (ouders, broer, zus, partners) meedoen aan onderzoek.

## Erkenning
In 1985 ontving Boomsma de Thompson Award van de Behavior Genetics Association en in 1996 won ze de Junior-Heymans Prijs van het Nederlands Instituut van Psychologen. In 2001 trad ze toe tot de Koninklijke Academie der Wetenschappen. Ze is lid van de afdeling biologie en van de Sociaal-Wetenschappelijke Raad. Binnen de academie houdt ze zich bezig met gedragswetenschappen. In datzelfde jaar werd ze tevens lid van de Koninklijke Hollandsche Maatschappij der Wetenschappen.
In 2002 ontving Boomsma de Spinozapremie voor het opbouwen van het tweelingregister en haar onderzoek. In 2002 kreeg ze eveneens de James Shield award en in 2009 ontving ze de Dr. Hendrik Muller Prijs. In 2011 won ze de KNAW Merianprijs voor de beste vrouwelijke wetenschapper van Nederland, in 2013 ontving ze de Dobzhanskyprijs en in 2019 de Fulker Award voor de beste publicatie in de genetica. In 2014 is ze door de KNAW tot akademiehoogleraar benoemd. In 2022 benoemde de Universiteit van Helsinki haar tot doctor honoris causa aan de medische faculteit en dit dat zelfde jaar ontving ze de ISPG Ming Tsuang Lifetime Achievement Award. 